# Вухатий Камінь
Вуха́тий Ка́мінь — гора в Українських Карпатах, у масиві Чорногори. Розташована у Верховинському районі Івано-Франківської області, в межах Карпатського національного природного парку.
Висота гори — 1864 м. Лежить у південно-східній частині Чорногори, на одному з відногів гори Смотрич, яка простягається на північ і спускається в долину села Дземброні. На вершині Вухатого Каменя та її схилах є чудернацької форми скелі, які в народі називаються «церквами». Через вершину проходить стежка з Дземброні на головний хребет Чорногори.
На південному заході від Вухатого Каменя — вершина Смотрича, на північному сході (в котловині) — Дзембронські водоспади.
Вухатий Камінь, особливо його скелі, — популярний туристичний об'єкт.